# Gazi Husrev-begova knjižnica u Sarajevu
Gazi Husrev-begova knjižnica (GHB), osnovana je 8. siječnja 1537. godine u Sarajevu i predstavljala je najznačajniju ustanovu ove vrste na Balkanu tijekom cijelog osmanskog razdoblja.

## Fond Knjižnice
Fond Gazi Husrev-begove knjižnice broji oko osamdeset tisuća svezaka knjiga, naslova časopisa i dokumenata na orijentalnim, bošnjačkom i nekim europskim jezicima. Periodika se sastoji od najstarijih listova tiskanih u Bosni i Hercegovini, nekih sarajevskih dnevnih listova kao i gotovo svih naslova bošnjačkih listova i časopisa koji su izlazili ili danas izlaze u Bosni i Hercegovini. Naročito je značajan autograf Ljetopisa sarajevskog kroničara Mula Mustafe-Bašeskije, koji obuhvaća vrijeme od 1747. do 1804. godine.
Najstariji rukopis u Gazi Husrev-begovoj knjižnici je djelo Ihjau ulumud-din, od Ebu Hamid Muhameda el-Gazalije (umro 1111. godine), teološko-mističko djelo, prepisano 1131. godine. Knjižnica posjeduje veliki broj povijesno bosanskohercegovačkih tekstova od naročite važnosti.

## Vanjske poveznice
- Portal GHB